# Scipione Borghese (1734-1782)
Scipione Borghese (Roma, 1 de abril de 1734 - Roma, 26 de dezembro de 1782) foi um cardeal do século XVIII.

## Biografia
Nasceu em Roma em 1 de abril de 1734. Sexto dos dez filhos de Camillo Borghese, quarto príncipe de Sulmona, quinto príncipe de Vivaro, e Agnese Colonna, dos príncipes e duques de Paliano. Os outros irmãos eram Eleonora; Maria Vitória; Marcantonio III; Lívia; Paolo Aldobrandini; Ippolito (morreu na infância); Giovanni Battista (falecido na infância); Orazio; e Giacomo (falecido na infância). Sobrinho do cardeal Francesco Scipione Maria Borghese (1729). Sobrinho do cardeal Girolamo Colonna di Sciarra (1743), por parte de mãe. Primo dos cardeais Marcantonio Colonna, iuniore e Pietro Colonna Pamphili . Outros cardeais da família foram Camillo Borghese (1596), futuro Papa Paulo V; Scipione Caffarelli-Borghese (1605); Pietro Maria Borghese (1624). Seu sobrenome também está listado como Borghesi e como Burghesius.
Destinado ao estado eclesiástico, estudou teologia no Collegio Tolomei , Siena; e mais tarde, na Universidade La Sapienza , em Roma, onde obteve o doutorado in utroque iure , tanto em direito canônico quanto em direito civil, em 27 de abril de 1756.
Ingressou na Soberana Ordem Militar Hospitaleira de São João de Jerusalém de Rodes e de Malta em julho de 1735. Com a proteção de seu tio, o cardeal Colonna, iniciou sua carreira curial. Vigário da basílica patriarcal de Liberin desde janeiro de 1756. Protonotário apostólico de numero participantes , maio de 1756-1765. Referendário dos Tribunais da Assinatura da Justiça e da Graça, junho de 1756.
Ordenado em 22 de setembro de 1759. Consultor da SC dos Ritos, em dezembro de 1759; seu secretário, abril de 1762.
Eleito arcebispo titular de Teodosia, em 5 de junho de 1765. Consagrada, em 9 de junho de 1765, capela paulina, basílica patriarcal da Libéria, Roma, pelo cardeal Marcantonio Colonna, auxiliado por Domenico Giordani, arcebispo titular de Nicomédia, e por Giovanni Lercari, arcebispo titular de Adrianópolis. Assistente do Trono Pontifício, 16 de julho de 1765. Prefeito dos Cubículos de Sua Santidade, 23 de julho de 1766; confirmado nesse cargo pelo novo Papa Clemente XIV, em 4 de julho de 1769. Foi um dos mais próximos colaboradores do Papa Clemente XIII nos dramáticos acontecimentos da última parte de seu pontificado, engajado em uma defesa desesperada da Companhia de Jesus. Ele teve que se adaptar rapidamente às mudanças climáticas no pontificado do Papa Clemente XIV, que acabou suprimindo a Sociedade em 1773.
Criado cardeal sacerdote no consistório de 10 de setembro de 1770; recebeu o chapéu vermelho em 13 de setembro de 1770; e o título de S. Maria sopra Minerva, 12 de dezembro de 1770. Atribuída à SS. CC. dos Ritos, Insurgências e Relíquias Sagradas, Consistorial, delle Acque e Strade , Tribunal da Assinatura da Graça e Tecido da basílica de São Pedro. Protetor do Collegio Clementino , Roma; da Igreja e da Nação Sanesa; f Arquiconfaternidade do Santíssimo Sacramento de S. Lourenço em Lucina, Roma; e da Comuna de Filo di Cento. Legado em Ferrara, em 16 de dezembro de 1771, sucedendo ao cardeal Girolamo Spinola; chegou à sua legação em 11 de junho de 1772; esteve frequentemente ausente, preferindo confiar o governo ao vice-legado Francesco Pignatelli; reorganizou a universidade de Ferrara, de acordo com as diretrizes do Papa Clemente XIV em 3 de abril de 1771, apoiando os trabalhos da Comissão encarregada da reforma, presidida pelo decano da Rota Sagrada, a ferrarense Giammaria Riminaldi; trabalhou para ajustar a espinhosa questão do jesuíta de acordo com as intenções drásticas do Papa Clemente XIV; foi nomeado, em 17 de junho de 1773, para providenciar o fechamento dos colégios jesuítas, a dispersão dos jesuítas e o congelamento dos bens da Sociedade; O cardeal Borghese cumpriu as diretrizes papais com a rapidez e a força necessárias, para que não houvesse incidentes na rápida operação, por parte dos jesuítas ou da população, como o papa tanto temia; o cardeal confiou então os colégios jesuítas à Congregação dos Clérigos Regulares Somaschi; confirmado por um triênio, 13 de março de 1775; esquerda, 5 de abril de 1778. Participou do conclave de 1774-1775, que elegeu o Papa Pio VI. Camerlengo do Sacro Colégio dos Cardeais, 1º de março de 1779 até 20 de março de 1780. Protetor da Congregação dos Clérigos Regulares Menores Observantes, 29 de dezembro de 1779.
Morreu em Roma em 26 de dezembro de 1782, por volta das 8h. Exposto em seu título, onde ocorreu o funeral; e sepultado na Capela Borghese , na basílica patriarcal da Libéria, em Roma. Ele deixou todos os seus bens para seu irmão Marcantonio.